# Manuel Fernández Muñiz
Pour les articles homonymes, voir Muniz.
Manuel Fernández Muñiz est un footballeur espagnol, né le 9 mai 1986 à La Corogne en Espagne. Il évolue actuellement en Liga Adelante au AD Alcorcón comme gardien de but.

## Carrière
- 2004-2007 :  Real Sporting de Gijón
- 2007-2011 :  Deportivo La Corogne
- 2011-2012 :  Recreativo de Huelva
- 2012-..... :  AD Alcorcón[1],[2]

## Palmarès

### En club
Néant

### En sélection
- Espagne
  - Vainqueur du Championnat d'Europe des moins de 19 ans : 2004